# Smith & Wesson Modello 10
La Smith & Wesson Modello 10, (o anche Military & Police o Modello Victory), è un revolver funzionante in doppia azione, perlopiù camerato per cartucce calibro .38 Special, con un tamburo da 6 colpi, tacca di mira e mirino fissi, prodotto dalla Smith & Wesson fin dal 1899. 
Nel corso degli anni, ne sono stati prodotti quasi 6.000.000 di esemplari, cosa che lo rende il revolver più diffuso del XX secolo.
È stato il successore dello Smith & Wesson 32 ad eiezione manuale, del 1896, ed è stato il primo revolver Smith & Wesson ad essere dotato di un meccanismo di rilascio del tamburo sul lato sinistro del telaio (come la Colt M1889).

## Storia
Nel 1899, l'esercito e la Marina Militare effettuarono ordini alla Smith & Wesson per 2000-3000 revolver Modello 1899 ad eiezione manuale, muniti di camera di caricamento per cartucce di servizio calibro .38 M1982. Con questo ordine, il modello ad eiezione manuale, divenne noto come il 38 Military & Police. In quello stesso anno, in risposta alle segnalazioni provenienti da fonti militari in servizio nelle Filippine sulla relativa inefficacia del cartuccia calibro 38 Long Colt, Smith & Wesson iniziò ad offrire la Military & Police con una nuova camera di caricamento, la S&W calibro .38 Special — una versione leggermente allungata della cartuccia calibro 38 con l'aumento del peso dei proiettili (158 grani) e l'aumento della polvere di carica da 18 a 21 grani di polvere da sparo.
Nel 1902 venne introdotta la calibro 38 Military & Police (secondo modello), con modifiche sostanziali. Queste includevano una modifica e una semplificazione maggiore del meccanismo di sparo interno. Le canne erano lunghe 100 mm, 130 mm, 150 mm, 160 mm con un calcio arrotondato. I numeri di serie della Military & Police andavano da 1 a 20,975. La maggior parte dei primi revolver M&P con camere di caricamento per calibro 38 Special sembrano essere stati venduti al mercato civile. Con l'anno 1904, S&W offriva la calibro 38 M&P con un calcio squadrato o arrotondato e con canne di 100, 130 e 160 mm.
La calibro 38 M&P del 1905 (introdotta nel 1915), avente un blocco passivo del cane e un allargamento dei luoghi di servizio, divenne un modello standard di revolver nell'industria. La fusione dei tamburi incominciò nel 1919.

### Modello Victory
I revolver militari S&W modello 10 prodotti dal 1942 al 1944 recavano numeri di serie col prefisso "V", ed erano quindi noti come Smith & Wesson modello Victory. È anche noto però che i primi modelli Victory non recavano sempre il prefisso "V". Durante la seconda guerra mondiale più di 570,000 revolver vennero forniti al Regno Unito, al Canada, alla Nuova Zelanda, e al Sudafrica con il programma Lend-Lease, con una camera di caricamento del calibro 38/200 inglese già in uso nel revolver Enfield No 2 Mk I e nel Webley Mk IV. La maggior parte dei modelli Victory mandati nel Regno Unito avevano canne di 102 o 127 mm; anche se una precedente versione aveva canne di 150 mm. Generalmente, la maggior parte delle forze britanniche e del Commonwealth preferirono il calibro 38/200 della S&W ai loro revolver Enfield.
Il modello Victory venne utilizzato anche dalle forze statunitensi durante la seconda guerra mondiale, equipaggiate con il ben noto calibro 38 Special. Il modello Victory era una dotazione standard per la marina militare statunitense e venne usata anche dalle guardie di sicurezze delle fabbriche e delle installazioni di difesa in tutti gli Stati Uniti durante la guerra. Alcuni di questi revolver rimasero in uso fino agli anni novanta nelle forze armate statunitensi, come nella United States Coast Guard. Alcuni modelli Victory del Lend-Lease, originariamente equipaggiati con il calibro 38/200, vennero rispediti negli Stati Uniti e riequipaggiati con il più noto e potente calibro 38 Special. Riequipaggiare un calibro 38/200 con un calibro 38 Special risultò il più delle volte in un allargamento della camera di caricamento, cosa che avrebbe potuto causare diversi problemi.

## Aspetti tecnici
Nel corso della sua lunga corsa di produzione è stato disponibile con lunghezze di canna di: 51 mm,76 mm,100 mm,130 mm, e 150 mm. Canne di 64 mm sono anche note in quanto fatte per contratti speciali.